# Subprotelater japonicus
Subprotelater japonicus là một loài bọ cánh cứng trong họ Elateridae. Loài này được Nakane & Hisamatsu miêu tả khoa học năm 1991.